# Nelson B. McCormick
Nelson B. McCormick (* 20. November 1847 bei Waynesburg, Green County, Pennsylvania; † 10. April 1914 in Phillipsburg, Kansas) war ein US-amerikanischer Politiker. Zwischen 1897 und 1899 vertrat er den sechsten Wahlbezirk des Bundesstaates Kansas im US-Repräsentantenhaus.

## Werdegang
Nelson McCormick besuchte die öffentlichen Schulen seiner Heimat. Im Jahr 1867 zog er in das Marion County in Iowa. Dort bewirtschaftete er eine Farm und züchtete Vieh. 1877 zog er in das Phillips County in Kansas. Nach einem Jurastudium und seiner im Jahr 1882 erfolgten Zulassung als Rechtsanwalt begann McCormick in Phillipsburg in seinem neuen Beruf zu arbeiten.
Politisch war McCormick Mitglied der aus der Farmerbewegung hervorgegangenen Populist Party. Zwischen 1886 und 1888 war er stellvertretender und von 1890 bis 1894 eigentlicher Bezirksstaatsanwalt im Phillips County. Bei den Kongresswahlen des Jahres 1896 wurde er im sechsten Distrikt von Kansas in das US-Repräsentantenhaus in Washington gewählt. Dort trat er am 4. März 1897 die Nachfolge von William Baker an, der nicht mehr kandidiert hatte. Da er bei den Wahlen des Jahres 1898 dem Republikaner William A. Reeder unterlag, konnte er bis zum 3. März 1899 nur eine Legislaturperiode im Kongress absolvieren, die von den Ereignissen des Spanisch-Amerikanischen Krieges bestimmt war.
Nach dem Ende seiner Zeit im Kongress arbeitete McCormick wieder als Rechtsanwalt in Phillipsburg. Politisch trat er zur Demokratischen Partei über. In den Jahren 1904 und 1908 war er Delegierter auf deren Parteitagen in Kansas. Von 1910 bis zu seinem Tod im Jahr 1914 war er noch einmal Bezirksstaatsanwalt im Phillips County.